# Красний Яр (Ялуторовський район)
Кра́сний Яр (рос. Красный Яр) — присілок у складі Ялуторовського району Тюменської області, Росія.
Населення — 152 особи (2010, 201 у 2002).
Національний склад станом на 2002 рік:
- татари — 94 %